# Michael Wolgensinger
Michael Wolgensinger (* 17. September 1913 in Zürich; † 9. Januar 1990 ebenda; heimatberechtigt in Zürich und Mosnang) war ein Schweizer Fotograf und Reporter.

## Leben und Werk
Michael Wolgensinger wuchs in Zürich auf. Nach der Handelsschule in Neuchâtel machte er eine Fotografenlehre im Atelier Meiner in Zürich. Danach war er Hospitant an der neugegründeten Fotoklasse an der Kunstgewerbeschule Zürich. Sein Lehrer war Hans Finsler. Er lernte hier Werner Bischof und seine spätere Frau Luzzi Herzog kennen.
1935 gründete er ein eigenes Atelier in Zürich und arbeitete unter anderem für die Neue Zürcher Zeitung an der Weltausstellung Paris und für die Schweizerische Landesausstellung 1939 in Zürich. Zwischen 1942 und 1944 machte Robert Frank seine Ausbildung in Wolgensingers Atelier. In den fünfziger Jahren drehte Wolgensinger verschiedene Filme und arbeitete an eigenen Buchprojekten mit Themen Spanien, Italien, Indien, Thailand, Nepal, Theater-Fotografie, Architektur- und Industrie-Fotografie. Für seine Reisebücher arbeitete er mit Michael Rudolf Wening zusammen. 1965 erhielt er den Filmpreis der Stadt Zürich für den Film Schleifen. Er drehte weitere Filme, unter anderem über Gottfried Keller.
2019 erschien eine Wolgensinger-Monografie beim Zürcher Verlag Scheidegger & Spiess. Die von ihrer Tochter Lea Wolgensinger und ihrem Enkel Balz Strasser herausgegebene Monografie stellt Michael und Luzzi Wolgensingers Zusammenarbeit erstmals umfassend und mit vielen bislang unveröffentlichten Bildern vor. Neben einer Einführung von Guido Magnaguagno präsentiert die Kunsthistorikerin Katharina Lang das Werk in thematischen Kapiteln. Lea Wolgensinger gibt einen Einblick ins Atelier- und Familienleben. Im November 2020 wurde das Buch mit dem Deutschen Fotobuchpreis prämiert, in der Kategorie «Fotograf (Monografie)».

## Filme
- «Gottfried Keller – Sein Leben und Werk», 1940. Dokumentarfilm, Schwarz-weiss, Magnetton, 16 mm, 33 Min.
- «Plan Wahlen – Mehr anbauen oder hungern», 1940. Stummfilm, Schwarz-weiss, 16 mm, 17 Min.
- «Zirkus Knie», 1940. Stummfilm, Schwarz-weiss, 16 mm, 7 Min.
- «Lohnender Kampf.» Dokumentation über die Schädlingsbekämpfung, 1942. Stummfilm, Schwarz-weiss, 16 mm, 24 Min.
- «PKZ» Trickfilm, 1950. Im Auftrag der Mustermesse Basel. Stummfilm, Schwarz-weiss, 16 mm, 6 Min.
- «Roland Bretzel»; «Roland Toast». TV-Werbespots für Roland Murten AG, Schwarz-weiss, Ton, 35 mm, je 1 Min.
- «Metamorphose», 1953. Experimentalfilm (Vertonung von Bernd Alois Zimmermann), Schwarz-weiss, Lichtton, 16 mm, 22 Min.
- «Spiel mit Farben», 1960. Stummfilm, Farbe, 16 mm, 34 Min.
- «Schneckenburger», ca. 1962 (zum 60. Geburtstag). Stummfilm, Schwarz-weiss und Farbe, 16 mm, 8 Min.
- «L’après-midi d’un môme», 1963. Experimentalfilm, Farbe, Lichtton, 16 mm, 11 Min.
- «Schleifen – Lisciare – Poncer – Finishing», 1964. Werbefilm für SIA AG Frauenfeld, Farbe, Lichtton, 35 mm, 13 Min.
- «Dschai Nepal», 1964. Dokumentarfilm für Helvetas, Schwarz-weiss, Lichtton, 16 mm, 43 Min.
- «Papiermacher Nepal», 1964. Stummfilm, Farbe, 16 mm, ca. 8 Min.
- «Sandorama», 1968. Werbefilm für Sandoz AG. Farbe, Lichtton, 35 mm, 34 Min.
- «Galvanik mit Edelmetallen», 1971. Dokumentarfilm, Farbe, Magnetton, 16 mm, 8 Min.
- «Dämonen», 1971. Experimentalfilm, Farbe, Ton, 16 mm. (nicht fertiggestellt)
- «Günter Eich», 1972. Dokumentarfilm, Farbe, Magnetton, 16 mm, 24 Min.
- «Banken für ZÜSPA», 1973. Werbefilm, Schwarz-weiss, 16 mm, 7 Min.